# Nobody’s Fool (2018)
Nobody’s Fool ist eine US-amerikanische romantische Komödie aus dem Jahr 2018. Regisseur ist Tyler Perry, der auch das Drehbuch schrieb und den Film mitproduzierte.
Der Film lief am 2. November 2018 in den amerikanischen Kinos an. Der deutsche Kinostart erfolgte am 21. Februar 2019.

## Handlung
Die erfolgreiche Marketingmanagerin Danica führt seit einem Jahr eine Fernbeziehung mit ihrem vermeintlichen Traummann Charlie, den sie online kennengelernt, jedoch noch nie persönlich getroffen hat. Charlie erfüllt alle Punkte auf Danicas Liste, auf der sie ihre Erwartungen an den Mann fürs Leben zusammenträgt: Neben einem guten Körperbau, hoher Intelligenz und Erfolg im Job sollte „der Richtige“ kinderlos sein und nicht auf eine kriminelle Vergangenheit zurückblicken. Als ihre frisch aus dem Gefängnis entlassene Schwester Tanya bei Danica einzieht, ist Chaos vorprogrammiert. Sie vermutet in Charlie einen sogenannten „Catfish“, d. h. eine Person, die im Internet eine andere Identität annimmt. Die TV-Show Catfish – Verliebte im Netz um Hilfe bittend, findet Tanya schließlich heraus, dass es sich bei Charlie um einen Hochstapler namens Lawrence handelt, der in einer Wohnwagensiedlung haust.
Niedergeschlagen lässt sich Danica von Frank trösten, der in sie verliebt ist. Frank ist Besitzer eines Coffee Shops unweit von Danicas Arbeitsplatz und der neue Arbeitgeber ihrer Schwester Tanya. Obwohl Danica weiß, dass Frank bereits in Haft war und Vater eines Sohnes ist, kommen sich die beiden näher. Nach dem Schäferstündchen ruft die völlig verwirrte Danica ihre beste Freundin Kalli an, erzählt ihr, was passiert ist und gibt vor, Frank aufgrund seiner kriminellen Vergangenheit nicht attraktiv zu finden. Frank hört diese Unterhaltung mit. Danica fühlt sich schuldig, Franks Gefühle verletzt zu haben. Ihr wird klar, dass sie Frank doch mag und will ihm eine zweite Chance geben. Danica und Frank beginnen eine Beziehung.
Drei Monate später taucht der echte Charlie in Danicas Büro auf. Es stellt sich heraus, dass seine Online-Konten von Lawrence gehackt wurden. Als Frank sieht, wie Danica das Büro mit Charlie verlässt, trennt er sich von ihr. Nach einem furchtbaren Date mit Charlie begreift Danica, dass er doch nicht „der Richtige“ für sie ist und will Frank zurückgewinnen. Frank lässt Danica vor seinem Haus im Regen stehen, bis sie beginnt „On Bended Knee“ der Gruppe Boyz II Men zu performen. Sie versöhnen sich als Paar.

## Rezeption

### Altersfreigabe
In den USA erhielt der Film von der MPAA wegen sexueller Inhalte, vulgärer Sprache und der Darstellung von Drogenkonsum ein R-Rating, was einer Freigabe ab 17 Jahren entspricht. In Deutschland ist der Film FSK 12. In der Freigabebegründung heißt es: „Häufig kommt es zu vulgärer und sexualisierter Sprache, aber dies kann von Zuschauern ab 12 Jahren in den Kontext der überdrehten Komödienhandlung voller Klamauk eingeordnet werden, die nichts mit ihrer eigenen Lebenswelt zu tun hat. Eine desorientierende Vorbildwirkung oder anderweitige Beeinträchtigungen sind daher nicht zu befürchten.“

### Kritiken
Nobody’s Fool erhielt überwiegend negative Kritiken. Basierend auf 36 Einschätzungen erreichte der Film bei Rotten Tomatoes nur eine Wertung von 25 % mit einer durchschnittlichen Punktzahl von 4.2/10. Im Vergleich erhielt der Film bei Metacritic eine durchschnittliche Bewertung von 39 %, basierend auf 11 Kritiken.